# Maria Giuseppina di Sassonia (principessa d'Ungheria)
Maria Giuseppina di Sassonia, nome completo Maria Josepha Luise Philippine Elisabeth Pia Angelika Margarete von Wettin (Dresda, 31 maggio 1867 – Erlangen, 28 maggio 1944), è stata la madre di Carlo I d'Austria, l'ultimo imperatore dell'Austria-Ungheria.

## Biografia

### Primi anni
La principessa Maria Giuseppina era figlia del re Giorgio di Sassonia e dell'Infanta Maria Anna Ferdinanda di Braganza. I suoi nonni materni erano la regina Maria II del Portogallo e il re Ferdinando II del Portogallo.
Era sorella minore del re Federico Augusto III di Sassonia. Tra i suoi cugini primi del ramo materno presenziavano Carlo I del Portogallo, Alfonso Carlo di Braganza e Ferdinando I di Romania.

### Matrimonio
Il 19 ottobre 1886, all'età di diciannove anni, sposò l'arciduca Ottone Francesco d'Asburgo-Lorena, detto il Bello (in tedesco der Schöne), fratello di Francesco Ferdinando, l'erede al trono austro-ungarico assassinato a Sarajevo. Maria Giuseppina fu una donna estremamente pia e solo la sua forte fede le permise di portare avanti il fardello del suo matrimonio con il marito, un celebre donnaiolo. Le frequenti assenze di quest'ultimo dalla sua famiglia, aiutarono l'arciduchessa a tenere i figli al di fuori della cattiva influenza paterna. Quando l'arciduca morì, nel 1906, la capacità della moglie di evitare stravaganti manifestazioni di dolore, fu molto ammirata.
Durante la prima guerra mondiale si occupò dei feriti nel palazzo Augarten di Vienna, trasformato in ospedale.
Nel 1919 lasciò l'Austria con il figlio Carlo I e con la nuora Zita di Borbone-Parma e andò in esilio con loro a Madera.
Morì nel 1944 nello Schloß Wildenwart, nell'alta Baviera e fu sepolta nella Cripta Imperiale di Vienna, accanto al marito.

## Discendenza
Dall'arciduca Ottone Francesco ebbe due figli:
- Carlo Francesco Giuseppe (1887-1922), ultimo imperatore d'Austria-Ungheria, sposò Zita di Borbone-Parma dalla quale ebbe otto figli;
- Massimiliano Eugenio (1895-1952) sposò Franziska zu Hohenlohe Schillingfurst (1897-1989) dalla quale ebbe due figli, Ferdinando (1918-2004) ed Enrico (1925-2014).

## Titoli
- 31 maggio 1867 - 2 ottobre 1886: Sua Altezza Reale la principessa Maria Giuseppina di Sassonia, duchessa di Sassonia.
- 2 ottobre 1886 - 28 maggio 1944: Sua Altezza Imperiale e Reale l'arciduchessa Maria Giuseppina d'Austria, principessa d'Ungheria, Boemia, Croazia e Slavonia, principessa e duchessa di Sassonia.

## Ascendenza
|                              |                                       |                                                 | Genitori                                   |  |  | Nonni |  |  | Bisnonni                 |  |  | Trisnonni                      |  |
|                              |                                       |                                                 |                                            |  |  |       |  |  | Massimiliano di Sassonia |  |  | Federico Cristiano di Sassonia |  |
|                              |                                       |                                                 |                                            |  |  |       |  |  | Massimiliano di Sassonia |  |  | Federico Cristiano di Sassonia |  |
|                              |                                       | Maria Antonia di Baviera                        |                                            |  |  |       |  |  | Massimiliano di Sassonia |  |  |                                |  |
| Giovanni di Sassonia         |                                       |                                                 |                                            |  |  |       |  |  | Massimiliano di Sassonia |  |  |                                |  |
|                              |                                       | Carolina di Parma                               | Ferdinando I di Parma                      |  |  |       |  |  |                          |  |  |                                |  |
|                              |                                       | Carolina di Parma                               | Ferdinando I di Parma                      |  |  |       |  |  |                          |  |  |                                |  |
|                              |                                       | Carolina di Parma                               | Maria Amalia d'Austria                     |  |  |       |  |  |                          |  |  |                                |  |
| Giorgio di Sassonia          |                                       | Carolina di Parma                               |                                            |  |  |       |  |  |                          |  |  |                                |  |
|                              |                                       | Massimiliano I Giuseppe di Baviera              | Federico Michele di Zweibrücken-Birkenfeld |  |  |       |  |  |                          |  |  |                                |  |
|                              |                                       | Massimiliano I Giuseppe di Baviera              | Federico Michele di Zweibrücken-Birkenfeld |  |  |       |  |  |                          |  |  |                                |  |
|                              |                                       | Massimiliano I Giuseppe di Baviera              | Maria Francesca del Palatinato-Sulzbach    |  |  |       |  |  |                          |  |  |                                |  |
| Amalia Augusta di Baviera    |                                       | Massimiliano I Giuseppe di Baviera              |                                            |  |  |       |  |  |                          |  |  |                                |  |
|                              |                                       | Carolina di Baden                               | Carlo Luigi di Baden                       |  |  |       |  |  |                          |  |  |                                |  |
|                              |                                       | Carolina di Baden                               | Carlo Luigi di Baden                       |  |  |       |  |  |                          |  |  |                                |  |
|                              |                                       | Carolina di Baden                               | Amalia d'Assia-Darmstadt                   |  |  |       |  |  |                          |  |  |                                |  |
| Maria Giuseppina di Sassonia |                                       | Carolina di Baden                               |                                            |  |  |       |  |  |                          |  |  |                                |  |
|                              | Ferdinando di Sassonia-Coburgo-Kohary | Francesco Federico di Sassonia-Coburgo-Saalfeld |                                            |  |  |       |  |  |                          |  |  |                                |  |
|                              | Ferdinando di Sassonia-Coburgo-Kohary | Francesco Federico di Sassonia-Coburgo-Saalfeld |                                            |  |  |       |  |  |                          |  |  |                                |  |
|                              | Ferdinando di Sassonia-Coburgo-Kohary | Augusta di Reuss-Ebersdorf                      |                                            |  |  |       |  |  |                          |  |  |                                |  |
| Ferdinando II del Portogallo | Ferdinando di Sassonia-Coburgo-Kohary |                                                 |                                            |  |  |       |  |  |                          |  |  |                                |  |
|                              |                                       | Maria Antonia di Koháry                         | Ferenc József di Koháry                    |  |  |       |  |  |                          |  |  |                                |  |
|                              |                                       | Maria Antonia di Koháry                         | Ferenc József di Koháry                    |  |  |       |  |  |                          |  |  |                                |  |
|                              |                                       | Maria Antonia di Koháry                         | Maria Antonia di Waldstein-Wartenberg      |  |  |       |  |  |                          |  |  |                                |  |
| Maria Anna del Portogallo    |                                       | Maria Antonia di Koháry                         |                                            |  |  |       |  |  |                          |  |  |                                |  |
|                              |                                       | Pietro I del Brasile                            | Giovanni VI del Portogallo                 |  |  |       |  |  |                          |  |  |                                |  |
|                              |                                       | Pietro I del Brasile                            | Giovanni VI del Portogallo                 |  |  |       |  |  |                          |  |  |                                |  |
|                              |                                       | Pietro I del Brasile                            | Carlotta Gioacchina di Spagna              |  |  |       |  |  |                          |  |  |                                |  |
| Maria II del Portogallo      |                                       | Pietro I del Brasile                            |                                            |  |  |       |  |  |                          |  |  |                                |  |
|                              |                                       | Maria Leopoldina d'Austria                      | Francesco I d'Austria                      |  |  |       |  |  |                          |  |  |                                |  |
|                              |                                       | Maria Leopoldina d'Austria                      | Francesco I d'Austria                      |  |  |       |  |  |                          |  |  |                                |  |
|                              |                                       | Maria Leopoldina d'Austria                      | Maria Teresa di Napoli e Sicilia           |  |  |       |  |  |                          |  |  |                                |  |
|                              |                                       | Maria Leopoldina d'Austria                      |                                            |  |  |       |  |  |                          |  |  |                                |  |